# Verdrag van Chang'an (821)
Het Verdrag van Chang'an van 821 was een vredesverdrag tussen het Tibetaans rijk en de Chinese Tang-dynastie.

## Achtergrond

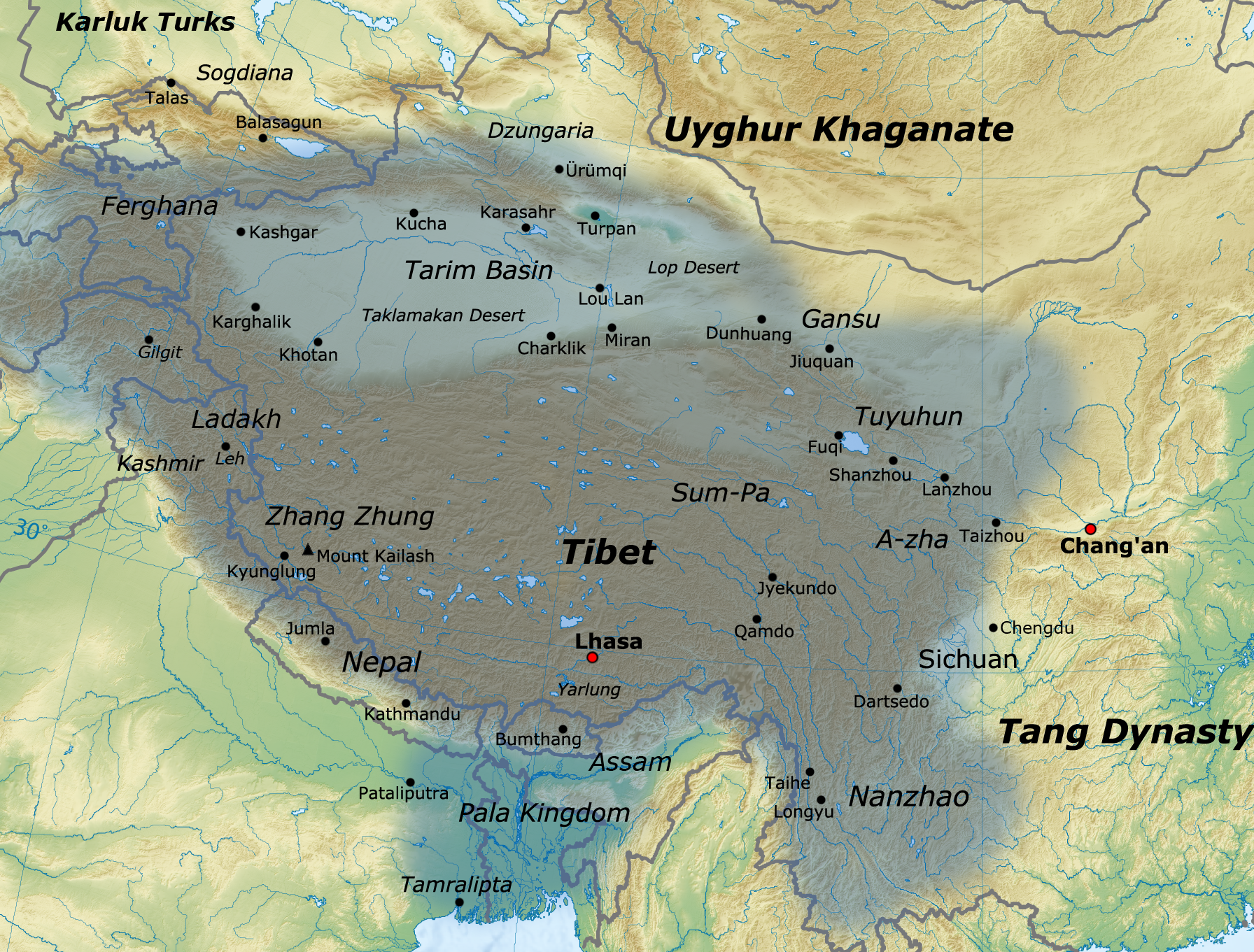
Rond 800 had het Tibetaanse rijk zijn grootste omvang bereikt

Het Tibetaanse rijk had aan het eind van de achtste eeuw zijn grootste omvang bereikt. Delen van wat nu Sichuan, Sinkiang, Gansu is en belangrijke posten aan de Zijderoute zoals Dunhuang en de stadstaat Khotan maakten deel uit van het rijk. Grote delen van het rijk lagen tussen het China van de Tang-dynastie en gebieden die beheerst werden door Arabieren, Perzen en Oeigoeren
Vanaf het tweede decennium van de negende eeuw vond er tussen die groepen voortdurend wisselende coalitievorming en militaire strijd plaats. In 815 kwam via een huwelijk van een prinses uit de Tang-dynastie met een Oeigoerse khan een alliantie tussen die twee partijen tot stand. Die alliantie had tot doel de Tibetanen in ieder geval uit Gansu-corridor te verdrijven door hen zowel vanuit het oosten als westen gelijktijdig aan te vallen. De Tibetaanse reactie was furieus en er brak een hevige strijd van zes jaar uit.
In 821 en 822 werd een serie verdragen gesloten tussen Tibet en de Oeigoeren en tussen Tibet en China. Met de Tang-dynastie werd het Verdrag van Chang'an gesloten. Globaal werden de grenzen van voor 815 hierin herbevestigd. Het verdrag werd eerst aan het Chinese hof en daarna aan het Tibetaanse hof getekend. De tekst van het verdrag werd vastgelegd in inscripties op drie pilaren. De pilaren in Chang'an en bij de grens tussen beide landen nabij Ch'ing-shui bestaan niet meer. De pilaar van het verdrag van Chang'an staat echter tot op de dag van vandaag tegenover de Jokhang in Lhasa.
In de manuscripten van Dunhuang wordt meerdere malen de wreedheid van alle partijen in deze oorlog beschreven. Het bekendste feit daarin, was de liquidatie van de gehele bevolking van Khartsen, het huidige Lanzhou, door het Tibetaanse leger.
De Tibetaanse leiding achtte het noodzakelijk een speciale tempel te stichten, de tempel van het verdrag die gewijd was aan de boetedoening voor deze daden.

## Tekst van het verdrag
'De Grote Koning van Tibet, de wonderbaarlijke Goddelijke Heerser, en de Grote Koning van China, de Chinese Heerser Hang-ti, die elkanders neef en oom zijn, hebben een bondgenootschap gesloten tussen hun beider koninkrijken. Een grootse overeenkomst zijn zij aangegaan en hebben zij bekrachtigd; goden en mensen zijn hier getuige van, opdat dit verdrag altijd zal blijven bestaan. Een verklaring van deze overeenkomst is in deze stenen pilaar gegraveerd, om toekomstige generaties er van op de hoogte te stellen. De Wonderbaarlijke Goddelijke Heerser Tri-tsug Detzsen en de Chinese Koning Wen Wu Hsiao-te Hang-ti, neef en oom, hebben in hun verreikende wijsheid getracht alle oorzaken van kwaad te voorkomen, tot welzijn van beide landen, nu en in de toekomst (..) Vanuit het verlangen slechts vrede en welzijn te bewerkstelligen voor al hun onderdanen, hebben zij zich het hoge doel voor ogen gesteld om duurzame welvaart te grondvesten; en zij hebben dit grote verdrag gesloten om hun besluit de eeuwenoude vriendschap, het wederzijds respect en de oude vriendschappelijke burenrelatie te herstellen, gestand te doen. Tibet en China zullen zich houden aan de grenzen zoals die op dit ogenblik zijn. Alles wat ten oosten daarvan ligt, behoort tot het land Groot-China; en alles wat ten westen daarvan ligt, behoort tot het land van Groot-Tibet. Aan geen van beide zijden zal voortaan strijd gevoerd worden, noch land afgenomen. Wie zich verdacht maakt, zal worden gearresteerd (..) Beide partijen zullen elkaar behandelen met het gebruikelijke eerbetoon en respect, geheel conform de vriendschappelijke relatie tussen neef en oom. (..) Iedereen zal in vrede leven en deel hebben aan de zegening van het geluk, tienduizend jaar lang. (..) De Drie Kostbare Juwelen, de Verzameling der Heiligen, de Zon en de Maan, de Planeten en de Sterren zijn hierbij aangeroepen als getuigen, opdat dit altijd zo zal blijven. Er is een eed gezworen met plechtige woorden en dierenoffers; zo is de overeenkomst bekrachtigd. Indien de partijen, hetzij Tibet, hetzij China, zich niet houden aan deze overeenkomst of haar op enigerlei wijze schenden, zal niets van hetgeen de andere partij ter vergelding zal ondernemen, beschouwd worden als verbreking van het verdrag van haar kant. (..) kopieën van het verdrag zijn opgeborgen in de koninklijke archieven van elk van beide partijen.'

## De gevolgen van het verdrag

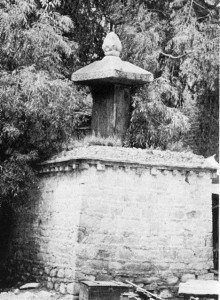
De tekst van het Verdrag van Chang'an in zowel Chinees als Tibetaans op de pilaar van het verdrag van Chang'an bij de Jokhang tempel.Zie voor Engelse vertaling van de tekst

Het verdrag markeert het definitieve einde van de expansie van het Tibetaanse rijk. Net als vrijwel ieder ander feodaal rijk was ook het Tibetaanse voor het verkrijgen van een economisch surplus afhankelijk van steeds verdere expansie. Het overschot van nieuw veroverde gebieden kwam ten goede aan het hof en de administratie, en werd gebruikt om krijgsheren te belonen, die vervolgens meer nieuwe gebieden konden veroveren. De kosten voor de oorlogen in de jaren voor 821/822 waren hoog geweest. De afgesloten verdragen stabiliseerden dan wel de grenzen, maar de vrede maakte een einde aan verdere gebiedsuitbreiding. Na 821/822 verdween iedere vorm van een economisch overschot en werd spoedig een situatie van tekort bereikt.
De koning Tri Ralpachan,(r.815-ca. 841) ging onder de invloed van boeddhistische ministers door met zeer aanzienlijke financiële ondersteuning van het boeddhisme. Bij een belangrijk deel van de aristocratische familieclans nam de weerstand tegen de voortdurende en in hun ogen excessieve en economisch niet meer verantwoorde bestedingen voor kostbare religieuze vertalingen, stichting van kloosters die van belasting vrijgesteld werden en andere boeddhistische projecten sterk toe. Dat leidde tot spanningen die enkele decennia later zouden leiden tot de val van het rijk.